# Karnityna
Karnityna (β-hydroksy-γ-trimetyloamoniomaślan), (CH3)3N+–CH2–CH(OH)–CH2–COO− – organiczny związek chemiczny o budowie betainowej, N,N,N-trimetylowa pochodna kwasu γ-amino-β-hydroksymasłowego (GABAOB). W organizmach jest syntetyzowany w wątrobie, nerkach i mózgu z aminokwasów (lizyny i metioniny) i pełni rolę w transporcie kwasów tłuszczowych z cytozolu do mitochondriów. Dość obficie występuje w mięśniach.
Karnityna jest związkiem chiralnym, w którym centrum stereogeniczne stanowi 3 atom węgla. Substancja pochodzenia naturalnego, o nazwie zwyczajowej „L-karnityna”, jest enancjomerem o konfiguracji R. Tylko ten enancjomer ma działanie biologiczne, dlatego w tej postaci powinna być obecna w codziennej diecie lub podawana jako suplement.
Nazwa karnityny pochodzi stąd, że po raz pierwszy wyizolowano ją z mięśni (nazwa od łac. caro, carnis – mięso) w 1905 roku. Początkowo nazywano ją witaminą BT, ponieważ jej brak w pożywieniu prowadził do gromadzenia tłuszczu u larw mącznika młynarka (Tenebrio molitor). Ponieważ karnityna u człowieka pochodzi z dwóch źródeł: jest syntetyzowana i dostarczana z pożywieniem, bywa nazywana substancją witaminopodobną. Jest ona naturalnie występującą substancją w organizmie. Głównym źródłem karnityny w żywności są mięso i przetwory mleczne. Najbogatsze w karnitynę są baranina, wołowina, wieprzowina i ryby. Mniej L-karnityny zawiera mięso z drobiu. Pokarmy pochodzenia roślinnego (warzywa, owoce) w większości zawierają tylko śladowe ilości karnityny. Dobrym źródłem są niektóre grzyby, szczególnie boczniak ostrygowaty.
Dzienne zapotrzebowanie zdrowej, dorosłej osoby na karnitynę wynosi średnio 15 mg. Dzienne synteza karnityny wynosi 11–34 mg, a z dietą dostarczane jest codziennie średnio 20–200 mg. U wegan i niektórych wegetarian ilość karnityny w pożywieniu jest dużo mniejsza i wynosi ok. 1 mg/dzień.
Karnityna nie podlega metabolizmowi. W nerkach ulega filtracji w kłębuszkach nerkowych, a następnie prawie w całości wchłaniana zwrotnie w kanalikach nerkowych. U osób zdrowych na ogół nie stwierdza się niedoboru karnityny, gdyż biosynteza i codzienna dieta zaspokaja potrzeby organizmu. Jednakże niedobory karnityny mogą pojawiać się u osób niedożywionych, przy nieprawidłowej, ubogiej diecie, a także u osób na diecie wegańskiej lub w schorzeniach nerek czy wątroby.

## Funkcje karnityny
L-karnityna spełnia funkcje transportowe wobec kwasów tłuszczowych o długich łańcuchach, które przekazywane są do mitochondriów, gdzie ulegają przemianom, w wyniku których powstaje energia niezbędna do prawidłowego funkcjonowania komórek organizmu. Enzym palmitoilotransferaza karnitynowa I obecna w zewnętrznej błonie mitochondrialnej, katalizuje transformację długołańcuchowych acylo-CoA w acylokarnitynę, która może przenikać wewnętrzną błonę mitochondrialną i umożliwiać kwasom tłuszczowym dostęp do enzymatycznego układu β-oksydacji. Translokaza karnitynoacylokarnitynowa jest wymiennikiem i przenośnikiem karnityny w wewnętrznej błonie mitochondrium. Transport cząsteczki acylokarnityny do wnętrza mitochondrium jest skojarzony z transportem jednej cząsteczki karnityny na zewnątrz. Acylokarnityna po wniknięciu do mitochondrium reaguje z CoA, co jest katalizowane przez enzym – palmitoilotransferazę karnitynową II, zlokalizowaną na wewnętrznej powierzchni błony wewnętrznej mitochondrium. Zatem w macierzy mitochondrialnej zostaje odtworzony acylo-CoA i uwolniona jest karnityna.
L-Karnityna również bierze udział w usuwaniu z mitochondriów średnio- i krótkołańcuchowych kwasów tłuszczowych, mających w nadmiarze działanie toksyczne. Istnieje w mitochondriach enzym acetylotransferaza karnitynowa, katalizująca przenoszenie krótkołańcuchowych grup acylowych między CoA i karnityną. Zdolność L-karnityny do przyłączania grup acylowych pozwala na wypełnianie roli w procesach detoksykacyjnych.
Inne funkcje L-karnityny to:
- transport z peroksysomów produktów utleniania kwasów tłuszczowych o bardzo długim łańcuchu do mitochondriów
- utrzymanie w komórkach odpowiedniego stosunku acetylo-CoA do CoA
- donor grup acetylowych w biosyntezie neuroprzekaźnika – acetylocholiny.

## Skutki niedoboru karnityny
- osłabienie lub zaniki mięśni szkieletowych (miopatia)
- niewydolność mięśnia sercowego (kardiomiopatia)

## Zastosowanie lecznicze karnityny
- niewydolność krążenia
- choroba wieńcowa
- kardiotoksyczne działanie leków onkologicznych
- chromanie przestankowe – badania wskazują, że przyjmowanie karnityny lub (lepiej) jej estru propionowego w umiarkowany sposób zwiększa dystans, który są w stanie pokonać pacjenci[3]
- uszkodzenia mięśni
- niealkoholowa choroba stłuszczeniowa wątroby (NAFLD)[4]
- dializoterapia
- pomocniczo w leczeniu otyłości

Niektóre badania wskazują, ze doustnie przyjmowana karnityna zmniejsza masę tkanki tłuszczowej, a zwiększa masę tkanki mięśniowej i obniża uczucie zmęczenia, co może prowadzić do utraty wagi u niektórych osób. Pomimo że karnityna jest oznaczana w handlu jako substancja wspomagająca odchudzanie, brak jest dowodów naukowych na takie działanie.
- pomocniczo w leczeniu zaburzeń lipidowych
- pomocniczo w chorobie Alzheimera
- pomocniczo w AIDS

## Działania niepożądane
Chociaż stosowanie L-karnityny może w niektórych przypadkach spowodować dolegliwości ze strony układu pokarmowego (nudności, bóle brzucha, biegunka), to na podstawie badań klinicznych można stwierdzić, że karnityna jest substancją dobrze tolerowaną i bezpieczną. Nie jest mutagenna, kancerogenna i teratogenna. Nie stwierdzono negatywnego wpływu dużych dawek karnityny na rozwijający się płód u zwierząt i brak dowodów na jej szkodliwe działanie na rozwój płodu u ludzi.
Brak dotąd ostatecznej oceny toksyczności L-karnityny w długoterminowym stosowaniu, jednak wyniki eksperymentów na myszach i ludziach przeprowadzonych przez zespół Stanleya Hazena z Kliniki Cleveland wskazują, że bakterie jelitowe metabolizują L-karnitynę do trimetyloaminy (CH3)3N, która w wątrobie zostaje następnie przekształcona w szkodliwy N-tlenek trimetyloaminy (CH3)3N→O, zwiększający ryzyko chorób sercowo-naczyniowych. Zarówno N-tlenek trimetyloaminy, jak i jego prekursory, L-karnityna i cholina, hamują transport zwrotny cholesterolu w przewodzie pokarmowym. Z badań in vivo na myszach wynika, że regularne spożywanie L-karnityny prowadzić może do niekorzystnej zmiany składu flory bakteryjnej w kierunku szczepów powiązanych ze zwiększoną syntezą N-tlenku trimetyloaminy.